# Earth Island Institute
Pour les articles homonymes, voir EII.
Pour l'album musical, voir Earth Island (album).
L'Earth Island Institute (EII) est un organisme caritatif environnemental fondé en 1982 par David Brower situé à Berkeley, en Californie. Il soutient l'activisme individuel concernant les enjeux environnementaux par sponsor fiscal (en), en offrant des infrastructures et des fonds pour des projets individuels. En date de 2010, le fonds de l'EII gérait 7,1 millions $ (USD).